# Jesús Bermúdez
Jesús Bermúdez (ur. 1902, zm. 1945) – piłkarz boliwijski grający na pozycji bramkarza.

## Kariera klubowa
Karierę przypadającą głównie na lata 1925–1931 spędził w rodzimym klubie o nazwie Oruro Royal. Dziś jeden ze stadionów w Oruro nosi nazwę Estadio Jesús Bermúdez.

## Kariera reprezentacyjna
Jesús Bermúdez grał w reprezentacji Boliwii w latach dwudziestych i na początku trzydziestych. W 1926 roku uczestniczył w Copa América. Boliwia zajęła na turnieju ostatnie, piąte miejsce a Bermudez puścił w 4 meczach aż 26 bramek. Rok później ponownie uczestniczył w Copa América 1927. Boliwia zajęła ostatnie, czwarte miejsce. Bermudez w trzech meczach puścił 19 bramek.
W 1930 Bermúdez uczestniczył w mistrzostwach świata. W dwóch meczach na Mundialu wpuścił osiem bramek.
Zmarł pod koniec II wojny światowej.